# El tahúr (película)
El tahúr es una película de acción mexicana de 1979, dirigida por Rogelio A. González y protagonizada por Vicente Fernández, Amparo Muñoz, Jorge Rivero, Lalo "el Mimo", y el niño Alejandro Fernández.

## Argumento
Martín Estrada Contreras (Vicente Fernández) y Raul Vidal (Jorge Rivero) desde niños riñen por el amor de Alejandra (Amparo Muñoz) pero el padre de ella rechaza a Martín  por ser solo capataz de la hacienda y permite a Raul aprovecharse de ella ya que él es rico. Decepcionado, Martín se marcha a buscar fortuna regresando después de un tiempo con mucho dinero y convertido en un tahúr profesional encontrando a Raul en la ruina y sin saber lo que pasaba con Alejandra.

## Reparto
- Vicente Fernández como Martín Estrada
- Jorge Rivero como Raúl Vidal
- Martha D'Castro
- Amparo Muñoz como Alejandra
- Eduardo de la Peña como Germán Madero / Mosca
- Tito Junco
- Ignacio Retes
- Alfredo Mayo
- Jorge Fegán
- Leandro Marcelino Espinosa
- Amado Zumaya
- Servanda Anaya
- Fernando Pinkus
- Ricardo Zermeño
- Víctor Briseño
- Patricia Maldonado
- Roberto Reynoso
- Ignacio Zermeño
- Víctor Vera
- Alejandro Fernández
- Verónica Abarca
- Ricardo Hill